# Pachydema hornbecki
Pachydema hornbecki är en skalbaggsart som beskrevs av Lucas 1859. Pachydema hornbecki ingår i släktet Pachydema och familjen Melolonthidae. Inga underarter finns listade i Catalogue of Life.